# Livros proféticos do Antigo Testamento

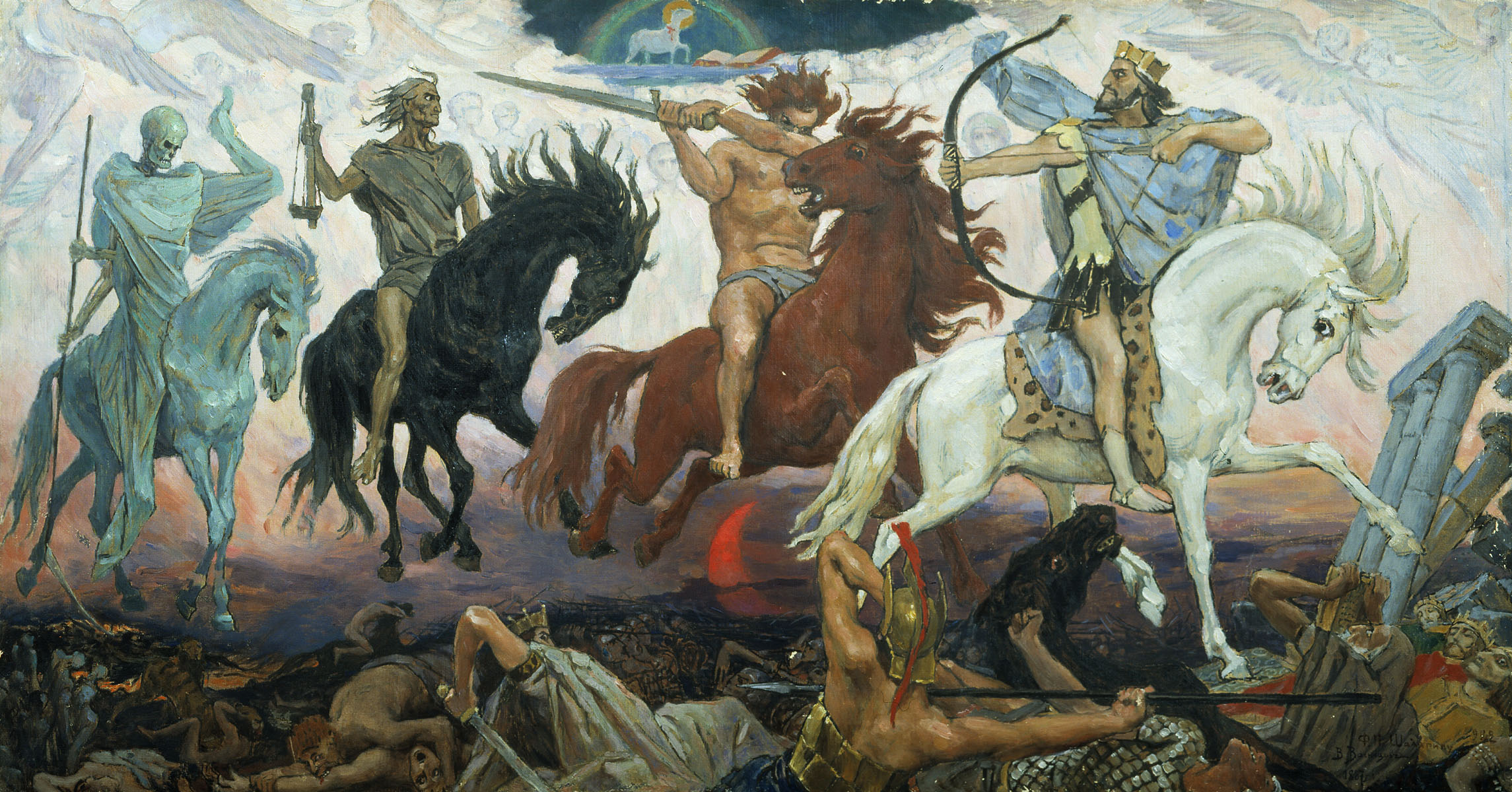
Four Horsemen of Apocalypse, by Viktor Vasnetsov. Painted in 1887.

Os Livros Proféticos do Antigo Testamento subdividem em dois grupos na Bíblia cristã, o dos primeiros profetas (maiores) e o dos profetas menores.
Em graus diversos e sob formas variadas, as grandes religiões da antiguidade tiveram pessoas inspiradas que pretendiam falar em nome de seus deuses. O sentido original da palavra profeta (nabî) em hebraico deriva de uma raiz que significa "Chamar, anunciar", portanto, o profeta seria aquele que é chamado ou que anuncia, um mensageiro e um intérprete da palavra divina, conforme se pode verificar em (Jr 1,9).
Pela sua coragem de questionar a situação presente e vislumbrar um futuro diferente para o seu povo, os profetas sempre exerceram atração fascinante. Muitos chegam até a confundir profeta com adivinhador do futuro. Outros chegam a pensar que eles ensinavam coisas absolutamente novas. O verdadeiro profeta, no entanto, é aquele que preserva a tradição autêntica do seu povo, perdida ou deformada em meio a tantas tradições criadas para defender interesses, legitimar poderes e sustentar sistemas.
O núcleo central da tradição autêntica é a lembrança da libertação contada no Livro do Êxodo, ou seja, o reencontro com o verdadeiro Deus revelado a Moisés: Eu sou Javé seu Deus, que fiz você sair da terra do Egito, da casa da escravidão (Ex 20,2; Dt 5,6). Portanto, profeta é aquele que se inspira na ação libertadora do Deus do Êxodo e, a partir daí, analisa a situação presente e mostra o projeto de Deus para o futuro do seu povo.

## Lista dos livros
Profetas maiores
| Nome do livro | Autor (profeta) | Palavra-chave do livro | Capítulos |
| ------------- | --------------- | ---------------------- | --------- |
| Isaías        | Isaías          | Salvação               | 66        |
| Jeremias      | Jeremias        | Rendição               | 52        |
| Lamentações   | Jeremias        | Lamento                | 5         |
| Ezequiel      | Ezequiel        | Futuro                 | 48        |
| Daniel        | Daniel          | Integridade            | 12        |

 Profetas menores 
| Nome do livro | Autor (profeta) | Palavra-chave do livro | Capítulos |
| ------------- | --------------- | ---------------------- | --------- |
| Oseias        | Oseias          | Perdão                 | 14        |
| Joel          | Joel            | Julgamento             | 3         |
| Amós          | Amós            | Juízo                  | 9         |
| Obadias       | Obadias         | Punição                | 1         |
| Jonas         | Jonas           | Misericórdia           | 4         |
| Miqueias      | Miqueias        | Julgamento             | 7         |
| Naum          | Naum            | Consolo                | 3         |
| Habacuque     | Habacuque       | Fé                     | 3         |
| Sofonias      | Sofonias        | Dia do Senhor          | 3         |
| Ageu          | Ageu            | Reconstrução           | 2         |
| Zacarias      | Zacarias        | Esperança              | 14        |
| Malaquias     | Malaquias       | Advertência            | 4         |

## Narrativa
As atividades do profeta variam de acordo com seus ouvintes e com o momento histórico em que ele vive. Cada profeta tem o seu estilo próprio, e pronuncia anúncios e denúncias diante de situações bem determinadas. No entanto, podemos perceber duas grandes vertentes na atividade dos profetas:
- Exigência de conversão, para mudar o sistema social, a fim de que o julgamento de Deus não recaia sobre o povo. Esse tema é predominante nos profetas que exerceram sua atividade antes do exílio na Babilônia.
- Anúncio de esperança, para encorajar e estimular o povo, que tinha perdido sua terra e corria o perigo de perder a própria identidade. Esse anúncio fazia retomar a caminhada da reconstrução, recuperando a fé em Javé e os valores históricos alcançados em nome dessa mesma fé.
Os livros proféticos testemunham a vida e atividade de homens que possuem fé profunda e vigorosa; homens que procuram levar o povo a um relacionamento sempre renovado e responsável com o Deus que julga e salva.

## Divisão
A literatura profética pode ser dividida de várias maneiras. A mais tradicional e comum, entre os cristãos, é a divisão em profetas maiores e profetas menores. Não porque uns sejam mais importantes que outros, mas simplesmente pela extensão de seus escritos. Os profetas maiores são quatro: Isaías, Jeremias (que também teria escrito Lamentações), Ezequiel, Daniel. Os menores são doze: Oseias, Joel, Amós, Obadias, Jonas, Miqueias, Naum, Habacuque, Sofonias, Ageu, Zacarias e Malaquias, cabendo observar que o Livro de Baruc, que consta na Septuaginta e nas Bíblias adotadas pela Igreja Católica e pelas Igrejas Ortodoxas, próximo ao Livro de Jeremias, é Deuterocanônico, ou seja, não consta na Bíblia Hebraica e não é aceito pelas Igrejas que adotam a Bíblia proposta por Lutero.
Por sua vez, a Bíblia Hebraica agrupa os livros de Isaías, Jeremias, Ezequiel e os dos doze profetas sob o título de "Profetas Posteriores" e os coloca após os "Profetas Anteriores": (Josué, Juízes, I Samuel, II Samuel, I Reis, II Reis), enquanto que a Septuaginta (tradução do Antigo Testamento para o Grego Koiné, cuja estrutura é utilizada por maior parte das Igrejas Cristãs) apresenta os livros proféticos depois dos Livros Históricos, destacando-se que a Bíblia Hebraica não incluí o Lamentações e Daniel entre os "Profetas Posteriores", mas entre os "Escritos" (Kethuvim).

## Ver Também
Bíblia dos Capuchinhos, Livros Proféticos